# Hemiandra
Hemiandra is een geslacht uit de lipbloemenfamilie (Lamiaceae). De soorten komen voor in Australië.

## Soorten
- Hemiandra coccinea O.H.Sarg.
- Hemiandra gardneri O.H.Sarg.
- Hemiandra incana Bartl.
- Hemiandra leiantha Benth.
- Hemiandra linearis Benth.
- Hemiandra pungens R.Br.
- Hemiandra rubriflora O.H.Sarg.
- Hemiandra rutilans O.H.Sarg.

... · 
Ajuga (Zenegroen) · 
Anisomeles · 
Ballota (Ballote) · 
Basilicum · 
Cleonia · 
Clinopodium (Steentijm) · 
Dasymalla · 
Galeopsis (Hennepnetel) · 
Glechoma · 
Haplostachys · 
Hemiandra · 
Hyssopus · 
Lagochilus · 
Lamiastrum · 
Lamium (Dovenetel) · 
Lavandula (Lavendel) · 
Leonurus · 
Lycopus · 
Marrubium · 
Melissa (Melisse) · 
Mentha (Munt) · 
Nepeta (Kattenkruid) · 
Ocimum (Basilicum) · 
Origanum (Marjolein) · 
Perovskia · 
Phlomis · 
Prunella (Brunel) · 
Renschia · 
Rosmarinus · 
Salvia (Salie) · 
Satureja (Bonenkruid) · 
Scutellaria (Glidkruid) · 
Stachys (Andoorn) · 
Teucrium (Gamander) · 
Thymus (Tijm) · 
Vitex · 
Westringia · 
...